# Above the Light
Above the Light è l'album di debutto del gruppo musicale death metal italiano Sadist, pubblicato nel 1993.

## Tracce
1. "Nadir" − 2:12
2. "Breathin' Cancer" − 7:25
3. "Enslaver of Lies" − 5:37
4. "Sometimes They Come Back" − 6:27
5. "Hell in Myself" − 5:32
6. "Desert Divinities" − 5:06
7. "Sadist" − 4:21
8. "Happiness 'N' Sorrow" − 6:40

### Tracce bonus dell'edizione giapponese
1. "T.C. Psyche (live)" (Japanese bonus track)
2. "Spiral of Winter Ghosts (live)" (Japanese bonus track)

### Tracce bonus della riedizione
1. "Dreaming Deformities (2000 bonus track)" − 4:33
2. "Musicians Against Yuppies (2000 bonus track)" − 4:11

## Formazione
- Tommy − chitarra, tastiere
- Peso − batteria
- Andy − basso, voce